# 小村壽太郎
小村壽太郎（日语：／ Komura Jutarō，1855年10月26日—1911年11月26日）是日本明治時代的外交官。曾任外務大臣。

## 生平
安政2年（1855年）9月16日，日向國飫肥藩（宮崎縣日南市）出生。明治3年（1870年），大學南校（東京大學前身）入學。第1回文部省海外留學生入選，前往哈佛大學留學，攻讀法律。歸國後任職於司法省、外務省，歷任外務次官，駐美、駐俄、駐清公使等職。明治34年（1901年），就任外務大臣，締結日英同盟，日本國欽差全權大臣小村壽太郎代表日本签署《辛丑条约》。日俄戰爭後，明治38年（1905年）作為日本全權代表和俄國簽訂《朴次茅斯條約》，1911年11月26日死于肺癆，终年56岁。

## 荣誉
- 明治35年（1902年）2月7日: 男爵
- 明治35年（1902年）2月27日：勲一等旭日大綬章
- 明治39年（1906年）4月1日：勲一等旭日桐花大綬章
- 明治40年（1907年）9月21日:伯爵
- 明治44年（1911年）
  - 4月21日：侯爵
  - 11月26日：从二位

## 传记
- 小村寿太郎侯奉賛会企画編 『小村捷治 骨肉』、鉱脈社（復刻）、2005年、著者は次男
- 冈崎久彦 『小村寿太郎とその時代』 PHP研究所、新装版2010年1月
- 冈田幹彦 『小村寿太郎 近代随一の外交家その剛毅なる魂』 展転社、2005年
- 吉村昭 『ポーツマスの旗 外相・小村寿太郎』 新潮社（初版1979年）、現・新潮文庫

## 關連項目
- 明治人物一覽
- 戰前政治家一覽
- 諸井六郎

## 外部連結
- 小村寿太郎 | 近代日本人の肖像 （页面存档备份，存于）